# The Giver: Music Collection
The Giver: Music Collection − ścieżka dźwiękowa do amerykańskiego filmu Dawca pamięci (ang. The Giver) z gatunku dramat science-fiction wyreżyserowanego przez Phillipa Noycea na podstawie powieści Lois Lowry z 1993 roku zatytułowanej „Dawca”. Album został wydany 5 sierpnia 2014 roku przez wytwórnię School Boy/Interscope Records. Do albumu dołączono cyfrową książkę „Dawca”. 
Głównym singlem promującym ścieżkę dźwiękową był utwór grupy OneRepublic zatytułowany „Ordinary Human”, który został napisany przez wokalistę zespołu, Ryana Teddera specjalnie na potrzeby filmu.

## Lista utworów
| Nr  | Tytuł utworu       | Wykonawca      | Długość |
| --- | ------------------ | -------------- | ------- |
| 1.  | „Ordinary Human”   | OneRepublic    | 4:51    |
| 2.  | „One Minute More”  | Capital Cities | 3:22    |
| 3.  | „Silent”           | Tori Kelly     | 3:33    |
| 4.  | „Feel What's Good” | Jake Bugg      | 4:01    |
| 5.  | „Children”         | Bruno Major    | 3:55    |
| 6.  | „Whole”            | Rixton         | 3:40    |
| 7.  | „Here Today”       | Aloe Blacc     | 3:55    |
| 8.  | „Shine My Way”     | Sheppard       | 4:33    |
| 9.  | „Difference Maker” | Needtobreathe  | 5:42    |
| 10. | „I Lived”          | OneRepublic    | 3:55    |
|     |                    |                | 41:27   |